# لایو نیشن انترتینمنت
لیو نیشن انترتینمنت یک شرکت سرگرمی آمریکایی است که در سال ۲۰۱۰ تأسیس شد. این شرکت فروش بلیط را برای سرگرمی‌های زنده در ایالات متحده و بین‌المللی تبلیغ می‌کند، همچنین مالک چند مکان تفریحی است و امور هنرمندان را اداره می‌کند.